# Campioni di guai
Campioni di guai (Necessary Roughness) è un film del 1991 diretto da Stan Dragoti.